# 松田真一
松田 真一（まつだ しんいち、4月17日 - ）は、日本の男性ナレーター、声優、俳優。京都府出身。

## 略歴
青二プロダクション付属俳優養成所出身。
2003年12月2日からシグマ・セブンに所属。

## 出演

### ナレーション
- Bizスポ（2010年3月29日 - 2012年3月30日、NHK総合テレビジョン）
- NHKプレマップ（NHK）
- わたしのすきながっこう（NHK Eテレ）
- みのもんたの朝ズバッ!（TBS）
- 日立 世界・ふしぎ発見!（TBS）
- マネーの羅針盤（2012年4月7日 - 、テレビ東京）
- おクスリアカデミー（BS-TBS）
- 日本うまいもん紀行（BS-TBS）
- アーシストcafe 緑のコトノハ（2007年4月30日 - 、BS朝日）
- アメリカ発祥の地を旅する 〜ボストンで出会った日本のこころ〜（BS朝日）
- 川井郁子が奏でる西洋の名画 徳島 大塚国際美術館（BS朝日）
- 宝塚プルミエール（WOWOW）
- 木村裕子の女二人鉄道旅（旅チャンネル）
- アロハ天国3（EXエンタテイメント）
- みうらじゅん＆山田五郎の親爺同志（MONDO TV）
- 井出洋介の東大式麻雀虎の穴（MONDO TV）
- 日経エデュケーションチャレンジ（日経CNBC）

### ボイスオーバー
- テレビ朝日 最新恐竜ミステリースペシャル 黒柳徹子の史上最強恐竜！ ティラノサウルス・スー 7つの謎（2005年1月23日、テレビ朝日）
- ザ!世界仰天ニュース（日本テレビ）

### テレビアニメ
- 金色のコルダ〜primo passo〜（2007年、男子生徒）
- BLEACH（2007年、生徒）

### ゲーム
- FRONT MISSION5 Scars of the War（2005年）

### デジタルコミック
- Beeマンガ チェリーナイツ（2011年、田村）

### 舞台
- 「bis公演 vol.1〜7」
- 「万朶の会 vol.1」
- Theater Japan 「BLUE PLATE SPECIAL」
- 「オーカッサンとニコレット」
- 「夢がある限り」
- 「HAND in HAND」
- 「ミヌース」